# Leonardo Domínguez
Leonardo Martín Domínguez (Río Cuarto, provincia de Córdoba, Argentina; 15 de abril de 1987) es un futbolista argentino. Juega de defensa y su equipo actual es el El Porvenir de la Primera C.

## Trayectoria
Inició su carrera profesional en el 2005 jugando para el Nueva Chicago de la Primera B Nacional. En 2006 su club ascendió a la Primera División de Argentina, haciendo su debut en dicha categoría el 28 de octubre de 2006 en un partido contra Estudiantes de La Plata por la Fecha 13 del Apertura 2006. Dicho encuentro lo ganó Estudiantes por 2 goles a 1.
En el año 2009 fichó por el Sacachispas donde estuvo por dos años alcanzandi un excelente rendimiento. Sin embargo, en 2011 su ficha quedó libre y salió del club. Ese mismo año llegó al Dock Sud para jugar allí por casi tres años.
Leonardo Domínguez llegó al Club Deportivo Victoria de la Liga Nacional de Fútbol de Honduras para el torneo Clausura 2014, haciendo pareja con su compatriota Héctor Gabriel Morales. Posteriormente ficharía por el Vida a mediados de 2015.

## Clubes
| Club                | País      | Año             |
| ------------------- | --------- | --------------- |
| Nueva Chicago       | Argentina | 2005 - 2009     |
| Sacachispas         | Argentina | 2009 - 2011     |
| Dock Sud            | Argentina | 2011 - 2013     |
| River Plate         | Argentina | 2014 - 2015     |
| Vida                | Honduras  | 2015 - 2016     |
| Sacachispas         | Argentina | 2016 - 2018     |
| Deportivo Laferrere | Argentina | 2018 - 2022     |
| El Porvenir         | Argentina | 2022 - Presente |

## Palmarés

### Campeonatos nacionales
| Título               | Club          | País      | Año  |
| -------------------- | ------------- | --------- | ---- |
| Clausura (Primera B) | Nueva Chicago | Argentina | 2006 |